# Georg Christian Haug
Georg Christian Wilhelm Haug (* 20. Januar 1807 in Crailsheim; † 31. August 1885 in Stuttgart) war ein württembergischer Oberamtmann.

## Leben
Georg Christian Haug trat nach einer Schreiberlehre 1832 in Weinsberg seine erste Stelle als Oberamtsaktuar an, die er bis 1843 bekleidete. Von 1843 bis 1847 war er Kanzleiassistent, von 1847 bis 1853 Sekretär bei der Regierung des Neckarkreises in Ludwigsburg.
Von 1853 bis 1869 leitete er als Oberamtmann das Oberamt Münsingen und von 1869 bis 1875 das Oberamt Nürtingen. Im April 1875 stellte Haug den Antrag auf Versetzung in den Ruhestand, er wollte damit einer Amtsenthebung zuvorkommen. Er führte die Geschäfte noch bis zum 18. August 1875 und zog dann nach Stuttgart um.
1873 wurde er mit dem Ritterkreuz Erster Klasse des Friedrichsordens ausgezeichnet.